# Ilex aquifolium

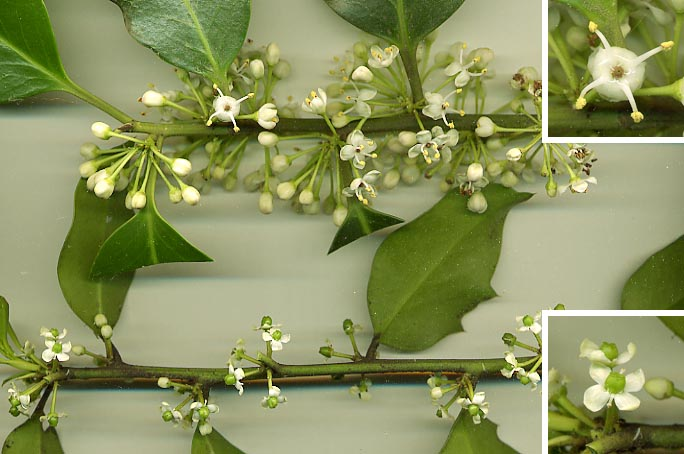
Flores de azevinho: masculinas em cima, femininas em baixo.

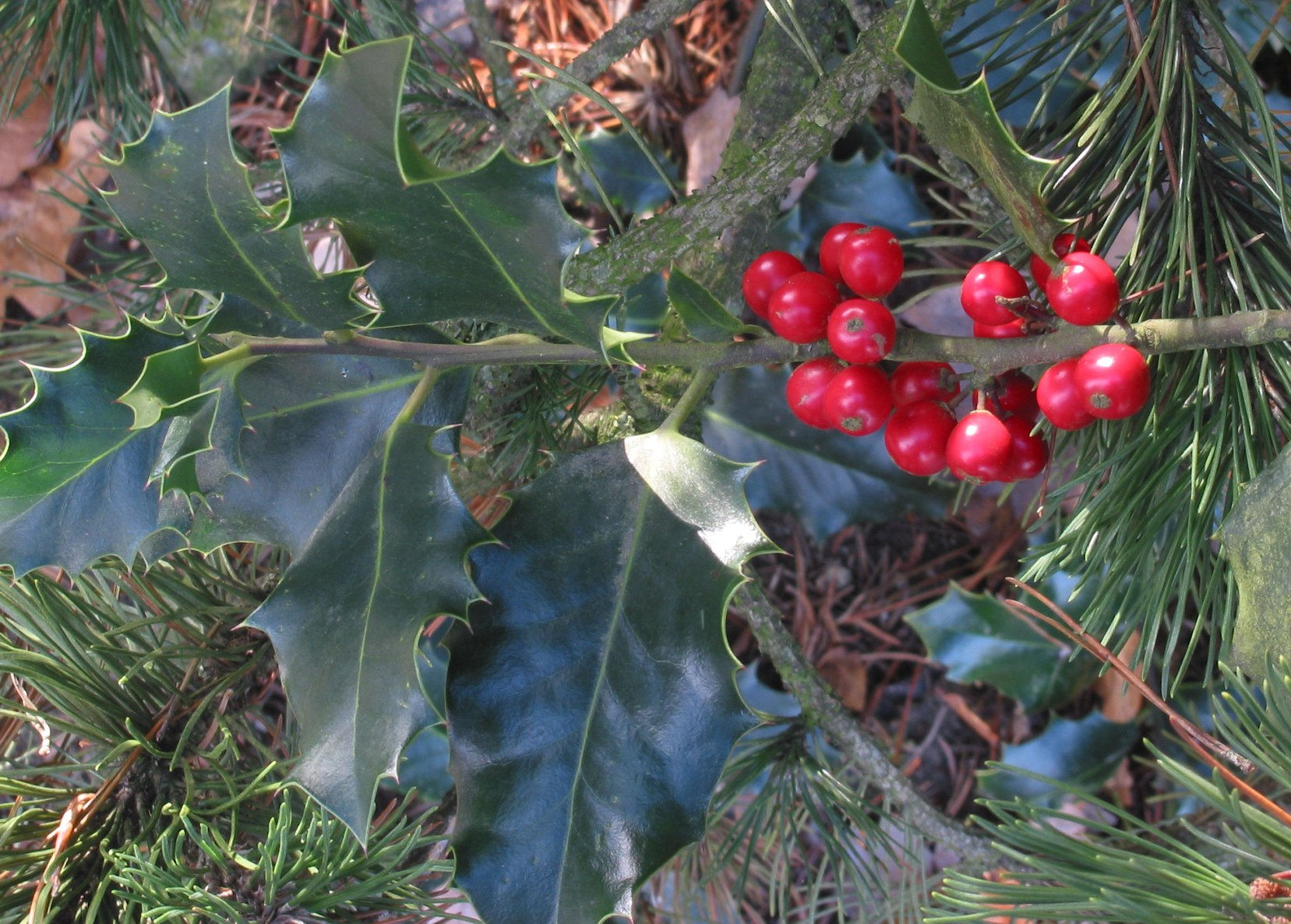
Azevinho com drupas maduras.

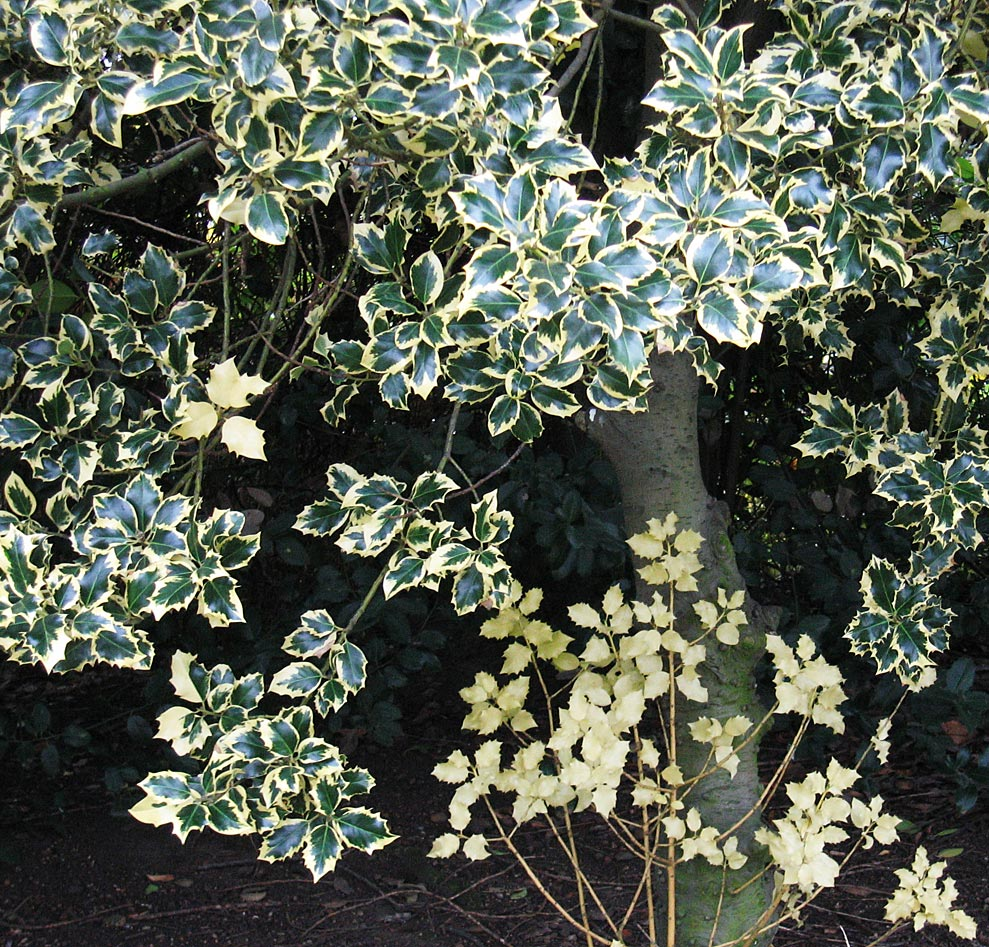
Folhas de azevinho bicolores (variegadas).

O azevinho (Ilex aquifolium), também chamado azevim, azevinheiro, pau-azevim, sombra-de-azevim e aquifólio, é um arbusto de folha persistente da família das Aquifoliaceae, cultivado normalmente para efeitos ornamentais devido aos seus frutos vermelhos. Estes frutos também são denominados de azevinhos, bagas, azinhas ou enzinhas.
É uma das numerosas espécies do género Ilex, e a única que nasce espontaneamente na Europa, sendo bastante comum até aos 1.500 metros de altitude.

## Folclore
Os ramos cobertos de drupas que persistem durante todo o inverno, contrastando com a folhagem persistente de cor verde-escura, tornam a planta muito procurada por ocasião das festas do Natal (um costume popular que, assim como a antiga árvore de Natal germânica, tem as suas origens na práticas do paganismo pré-cristão da Europa).

## Descrição
O azevinho comum é um arbusto de crescimento muito lento, atingindo em adulto de quatro a seis metros de altura. Alguns pés chegam a formar autênticas árvores. Pode viver 100 anos ou mais.
As folhas alternas, inteiras, possuem um pecíolo curto e um limbo de 5 a 7 cm de comprimento, coriáceo, de forma geral ovalada e bordo ondulado e espinhoso, por vezes liso em indivíduos idosos. De um verde brilhante escuro na face superior, mais claras na face inferior, possuem espinhos afiados. As folhas persistem em geral três anos. A casca do tronco é cinzenta clara e lisa. Existem também azevinhos com folhas bicolores ou variegadas, geralmente verde e branco ou verde e creme (ver foto ao lado).
É uma espécie dioica (indivíduos masculinos e femininos distintos). Tem flores brancas, de pequena dimensão (cerca de 6 milímetros de diâmetro).

## Toxicidade
Os frutos, que aparecem apenas nas plantas femininas, são pequenas drupas esféricas de 7 a 10 mm de diâmetro, de um vermelho brilhante, por vezes amarelas, quando maduras, contendo quatro grainhas lenhosas. Amadurecem no fim do verão, persistindo durante todo o inverno.
Não são comestíveis, chegando mesmo a serem tóxicos; por isso, certos animais, especialmente certas aves. De 20 a 30 bagas podem ser mortais para um adulto. As folhas também são tóxicas.

## Madeira
A madeira é dura e homogênea, bastante pesada (densidade : 0,95), de cor branco-acinzentada. É utilizada na confecção de peças de instrumentos musicais, entre outros. A casca, macerada, é utilizada na confecção de um visco para se capturar aves.

## Distribuição
Nativo em quase toda a Europa, Norte de África e Sudoeste da Ásia, o Azevinho é uma espécie autóctone rara, que enfrenta uma séria ameaça de extinção em Portugal, sendo por isso totalmente proibida a sua colheita

## Ameaças
Não há ameaças generalizadas à espécie. Há preocupações crescentes sobre a capacidade de regeneração, já que é tão extensamente explorada e que as mudas são sensíveis à seca e podem ser afetadas negativamente pelas mudanças climáticas em toda a faixa mediterrânea (Walther  et al.  2005). Já houve relatos de espécies que se deslocaram mais ao norte devido a isso (Walther et al.  2005). Na Croácia, diminuiu devido à coleta na natureza (Nikolic e Topic 2007). Ameaças dentro das espécies Distribuições asiáticas e africanas não são conhecidas.

A principal causa de seu declínio deve-se de fato à excessiva procura para fins ornamentais durante a quadra Natalícia. Sendo por isso totalmente proibida a sua colheita. Foi introduzido em outros continentes, como América do Norte e Austrália, onde é, por vezes, considerado como planta invasiva.